# Ель-Дара (Іллінойс)
Ель-Дара (англ. El Dara) — селище (англ. village) в США, в окрузі Пайк штату Іллінойс. Населення — 63 особи (2020).

## Географія
Ель-Дара розташований за координатами 39°37′22″ пн. ш. 90°59′28″ зх. д. / 39.62278° пн. ш. 90.99111° зх. д. (39.622695, -90.991183).  За даними Бюро перепису населення США в 2010 році селище мало площу 2,50 км², уся площа — суходіл.

## Демографія
Згідно з переписом 2010 року, у селищі мешкало 78 осіб у 32 домогосподарствах у складі 27 родин. Густота населення становила 31 особа/км².  Було 38 помешкань (15/км²).
Расовий склад населення:
| - 97,4 % — білих - 2,6 % — азіатів |

До двох чи більше рас належало 0,0 %. Частка іспаномовних становила 0,0 % від усіх жителів.
За віковим діапазоном населення розподілялося таким чином: 32,1 % — особи молодші 18 років, 56,4 % — особи у віці 18—64 років, 11,5 % — особи у віці 65 років та старші. Медіана віку мешканця становила 29,5 року. На 100 осіб жіночої статі у селищі припадало 90,2 чоловіків;  на 100 жінок у віці від 18 років та старших — 82,8 чоловіків також старших 18 років.
Середній дохід на одне домашнє господарство  становив 64 002 долари США (медіана — 68 583), а середній дохід на одну сім'ю — 64 639 доларів (медіана — 68 639). Медіана доходів становила 21 278 доларів для чоловіків та 43 639 доларів для жінок. За межею бідності перебувало 6,5 % осіб, у тому числі 62,5 % дітей у віці до 18 років та 0,0 % осіб у віці 65 років та старших.
Цивільне працевлаштоване населення становило 101 осіб. Основні галузі зайнятості: публічна адміністрація — 44,6 %, роздрібна торгівля — 42,6 %, освіта, охорона здоров'я та соціальна допомога — 5,0 %.